# بهروز افشار
بهروز افشار (زادهٔ ۲۳ اسفند ۱۳۶۴) بازیکن سابق فوتبال اهل ایران است.
از باشگاه‌هایی که در آن بازی کرده‌است می‌توان به باشگاه فوتبال سیاه‌جامگان و باشگاه فوتبال بادران اشاره کرد.